# Petar al II-lea Petrović-Njegoš
Petar al II-lea Petrović-Njegoš (în sârbă Петар II Петровић-Његош; n. 1/13 noiembrie 1813, Njeguši, comuna Cetinje, Muntenegru – d. 19/31 octombrie 1851, Cetinje, comuna Cetinje, Muntenegru), cunoscut și ca Njegoš (în sârbă Његош), a fost un prinț-episcop (vlădică) ortodox sârb, episcop al Muntenegrului și unul dintre cei mai mari poeți și filozofi sârbi.
Născut în satul Njeguši, aproape de Cetinje (capitala pe atunci a Muntenegrului), a fost educat în mai multe mănăstiri din Muntenegru și a devenit liderul spiritual și secular al Muntenegrului după moartea unchiului său, Petar I. După ce i-a înlăturat pe toți adversarii interni ai guvernării sale, s-a concentrat pe unirea triburilor muntenegrene și crearea unui stat centralizat. El a introdus impozite regulate și o serie de legi noi care să le înlocuiască pe cele introduse de predecesorii săi cu mult înaintea sa. Introducerea impozitelor s-a dovedit a fi foarte nepopulară în rândul triburilor și, din această cauză, au izbucnit mai multe revolte în timpul guvernării sale. Domnia lui Njegos a fost marcată și de un conflict politic și militar constant cu Imperiul Otoman și de încercările sale de a extinde teritoriul Muntenegrului prin obținerea recunoașterii necondiționate de la Înalta Poartă. El a pledat pentru eliberarea și unificarea tuturor sârbilor și a fost gata să renunțe la autoritățile sale seculare în scopul unificării cu Serbia și a recunoașterii sale ca lider religios al tuturor sârbilor (un patriarh modern al Bisericii Ortodoxe Sârbe). Deși unificarea celor două state nu au avut loc în timpul vieții sale, Njegoš a fost unul dintre cei care au pus bazele iugoslavismului și a introdus regulile politice moderne în Muntenegru.
Njegos este respectat ca poet și filozof și este cel mai cunoscut pentru poezia sa epică „Gorski vijenac”, care este considerată o capodoperă a literaturii sârbe, muntenegrene și slave sudice. Alte lucrări importante ale sale sunt „Luča mikrokozma”, „Ogledalo srpsko” și „Lažni car Šćepan Mali”. Njegoš a rămas o personalitate influentă în Muntenegru și Serbia, precum și în țările învecinate, iar creațiile sale literare au influențat mai multe grupuri etnice disparate, printre care naționaliștii sârbi, muntenegreni și slavi sudici, monarhiștii și comuniștii. 
El a fost înmormântat într-o mică capelă de la Lovćen, care a fost demolată de austro-ungari în Primul Război Mondial. Rămășițele sale au fost mutate în Mănăstirea Cetinje, apoi în capela renovată în 1925. Capela a fost înlocuită cu mausoleul laic proiectat de Ivan Meštrović, cu sprijinul guvernului iugoslav, iar rămășițele lui Njegoš au fost transferate acolo în 1974.
Petar al II-lea Petrović Njegoš a fost canonizat de Mitropolia Muntenegrului și a Litoralului și a fost introdus în rândurile sfinților ca Sfântul Mitropolit Petar Drugi Lovćenski Tajnovidac. Mitropolia Muntenegrului și Litoralului îl sărbătorește pe 19 mai.

## Originile și tinerețea

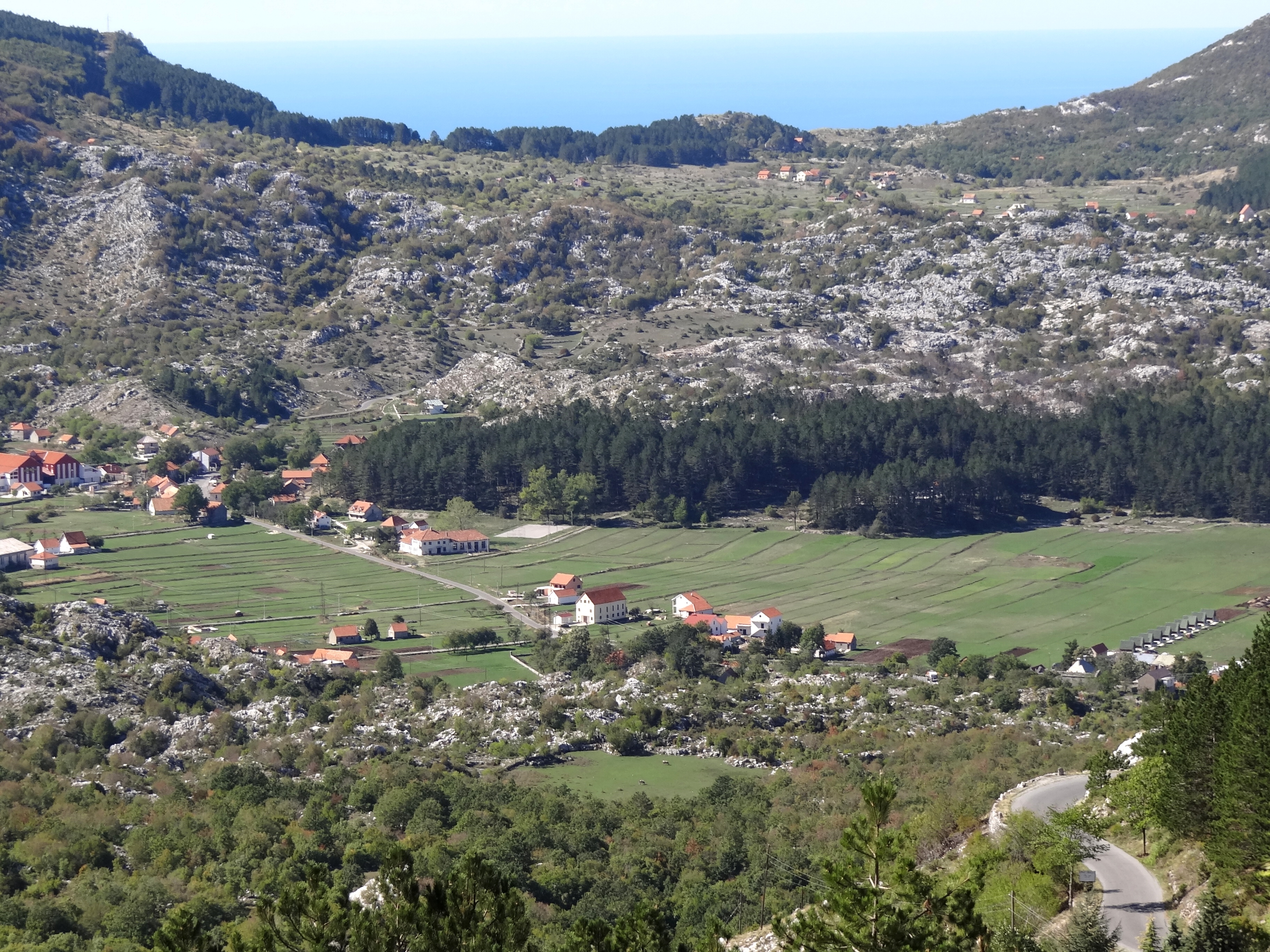
Satul Njeguši de lângă Cetinje.

Petar al II-lea Petrović-Njegoš s-a născut ca Radivoje „Rade” Petrović la 1/13 noiembrie 1813 în satul montan Njeguši din apropierea orașului Cetinje. Tatăl său, Tomislav „Tomo” Petrović (n. 1762–1763), a fost membru al clanului Petrović al tribului Njeguši din nahia Katuni. Mama lui Njegoš, Ivana Proroković, provenea din cătunul Mali Zalaz și era fiica lui Lazo Proroković, căpitan al tribului Njeguši. Nu există informații fiabile cu privire la anul exact în care s-a născut, dar se crede că ea era cu aproximativ zece ani mai tânără decât soțul ei. Tomo și Ivana au avut cinci copii; fiul lor cel mai mare era Petar („Pero”), Rade era fiul lor mijlociu și Jovan („Joko”) era cel mai tânăr. Fetele cuplului se numeau Marija și Stana; Marija s-a căsătorit cu conducătorul muntenean Andrija Perović, serdar (conte) de Cuce, în timp ce Stana s-a căsătorit cu Filip Đurašković, serdar de Rijeka Crnojevića.
Njeguši este un sat îndepărtat, situat în apropierea coastei Adriatice din vestul Muntenegrului (sau Muntenegrul Vechi). Tribul omonim este unul dintre cele mai vechi din Muntenegru, iar istoria sa poate fi urmărită încă din secolul al XIV-lea. El a apărut probabil ca urmare a unor căsătorii mixte între populația ilirică și coloniștii slavi sudici în secolul al X-lea, potrivit autorului Milovan Djilas. Satul Njeguši era dominat de casa strămoșească a familiei Petrović, care era singura casă cu două etaje din sat și era zidită integral din piatră. Membrii clanului Petrović din Njeguši au fost mitropoliți ortodocși sârbi ereditari (prinți-episcopi) de Cetinje începând din 1696; titlul de prinț-episcop (în sârbă vladika) trecea de la unchi la nepot, deoarece prelații ortodocși trebuiau să fie celibatari și nu aveau voie să aibă copii. Prințul-episcop avea dreptul să-și numească propriul succesor, care trebuia supus aprobării conducătorilor muntenegreni locali și poporului muntenegrean.
Njegoš și-a petrecut primii ani în satul natal Njeguši, păstorind turma tatălui său, cântând la guslă (un instrument muzical tradițional cu o coardă) și participând la sărbătorile bisericești și familiale, unde erau spuse povești despre bătăliile și suferințele din trecut. Educația lui era rudimentară; a învățat să citească și să scrie de la călugării de la Mănăstirea Cetinje când avea doisprezece ani, a studiat limba italiană la Mănăstirea Savina timp de un an și a petrecut optsprezece luni la Mănăstirea Topla de lângă Herceg Novi, învățând limbile rusă și franceza sub îndrumarea ieromonahului Josif Tropović. În octombrie 1827 tânărul Njegoš a fost luat sub tutela poetului și dramaturgului Sima Milutinović (poreclit „Sarajlija”; 1791-1847), care venise în Muntenegru pentru a lucra ca secretar oficial al unchiului lui Njegoš, vlădica Petar I. Sârb originar din Sarajevo, Milutinović l-a inițiat pe Njegoš în domeniul poeziei și l-a inspirat să scrie povești populare sârbe care fuseseră transmise oral de-a lungul secolelor. Profesor neconvențional, el l-a instruit pe Njegoš în practicarea sporturilor, a tirului cu arma și a luptei cu sabia.

### Conspirație pentru asasinarea lui Smaïl-aga
În 1842 Njegoš și Ali Pașa s-au întâlnit într-un palat din Dubrovnik pentru a negocia un tratat de pace. Cei doi au ajuns în cele din urmă la un acord, care a fost semnat în fața reprezentanților Austriei și Rusiei. În timp ce Njegoš și Ali Pașa ieșeau din palat, Ali Pașa a scos o pungă plină cu monede de aur și le-a aruncat în aer, făcându-i pe membrii delegației muntenegrene - dintre care făceau parte mai mulți șefi de clanuri - să se încaiere pentru a pune mâna pe cât mai multe monede. Prin această acțiune, Ali Pașa a vrut să demonstreze sărăcia Muntenegrului în fața austriecilor și rușilor, făcându-l pe Njegoš să se simtă jenat.

## Înmormântarea

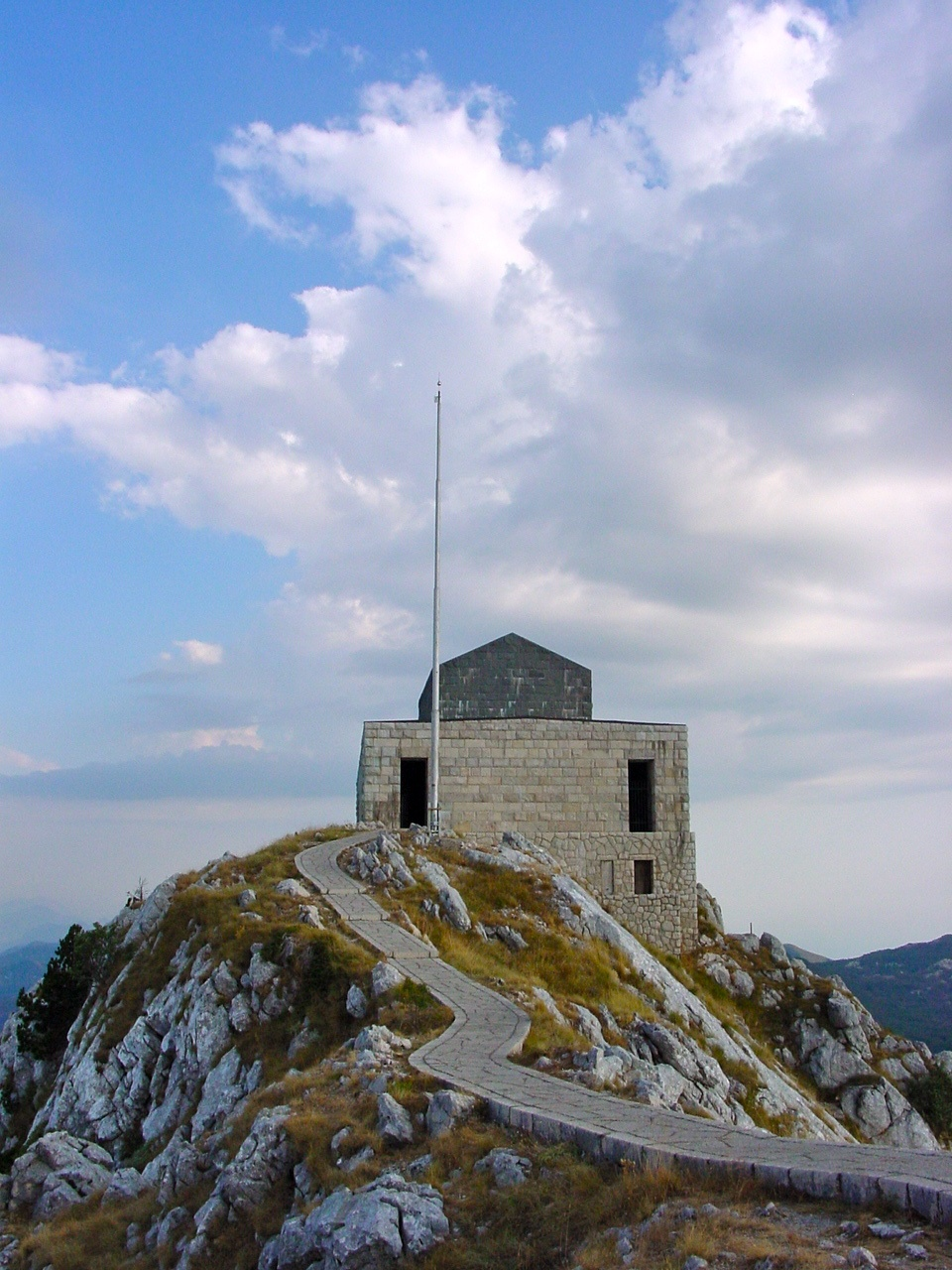
Mausoleul lui Njegoš a fost inaugurat în 1974.

Înainte de a muri, Njegoš a cerut să fie înmormântat în vârful muntelui Lovćen, într-o capelă dedicată predecesorului său. El însuși a realizat proiectul capelei și a supravegheat construcția ei în 1845. După moartea sa în octombrie 1851, Njegoš a fost înmormântat la Mănăstirea Cetinje. Rămășițele sale pământești au fost transferate pe Muntele Lovćen în 1855. Au rămas acolo până în 1916, când, în timpul Primului Război Mondial, Muntenegrul a fost ocupat de Austro-Ungaria, iar ocupanții habsburgici au decis să ridice un monument al împăratului austriac Franz Joseph pe Muntele Lovćen. Nedorind ca monumentul împăratului austriac să fie situat pe același pisc cu un simbol al naționalismului slavilor sudici, autoritățile austro-ungare au cerut ca rămășițele lui Njegoš să fie mutate înapoi la Cetinje. Muntenegrenii nu au avut prea multe de ales în această privință, iar rămășițele lui Njegoš au fost mutate de acolo sub supravegherea preoților ortodocși sârbi, astfel încât austro-ungarii să nu fie acuzați de profanare. Pe la sfârșitul războiului, capela lui Njegoš a fost grav avariată. Autoritățile locale au purtat negocieri ani de zile cu guvernul iugoslav cu privire la locul în care ar urma să fie înmormântat Njegoš și cine ar urma să suporte cheluielile pentru construirea mausoleului. Oficialii muntenegreni au susținut ideea restaurării capelei originale, dar autoritățile de la Belgrad au organizat un concurs pentru proiectarea unui nou mausoleu. Unele proiecte prevedeau construirea unui mausoleu mult diferit de capela bizantină originală. Din cauza lipsei fondurilor, planurile pentru construirea unui mausoleu au fost abandonate în 1925 și a fost reconstruită capela originală. În septembrie 1925, în cadrul unei ceremonii de trei zile la care au participat regele Iugoslaviei, Alexandru și regina Maria, capela reconstruită a fost resfințită, iar rămășițele pământești ale lui Njegoš au fost îngropate acolo. Istoricul Andrew B. Wachtel a scris: „Tonul evenimentului, care a fost descris pe larg în presa iugoslavă, era mai apropiat de respectul cuvenit unui sfânt decât de cel cuvenit unui scriitor”.
La sfârșitul celui de-al Doilea Război Mondial, Iugoslavia a ajuns sub guvernare comunistă. În 1952 autoritățile comuniste din Iugoslavia au decis să înlocuiască capela lui Njegoš cu un mausoleu laic proiectat de Ivan Meštrović. Wachtel sugerează că s-a urmărit prin această decizie „deserbizarea” lui Njegoš și eliminarea oricărei urme a aspectului arhitectural bizantin al capelei. La sfârșitul anilor 1960 capela a fost demolată și s-a început construirea unui mausoleu în preajma anului 1971. Rămășițele pământești ale lui Njegoš au fost transferate pe Muntele Lovćen în 1974, iar mausoleul a fost inaugurat oficial în acel an.

## Legături externe
Materiale media legate de Petar al II-lea Petrović-Njegoš la Wikimedia Commons
- The Mountain Wreath

| Predecesor: Petar I Petrović-Njegoš | Prinț-episcop al Muntenegrului 1830–1851 | Succesor: Danilo Petrović Njegoš |
| Predecesor: Petar I Petrović-Njegoš | Mitropolit de Cetinje 1830–1851          | Succesor: Nikanor Ivanović       |